# 丘其仁
丘其仁（1490年—？），字主靜，號定齋，福建興化府莆田縣人，軍籍，明朝政治人物。

## 生平
正德八年（1513年）癸酉科福建鄉試第四十九名舉人，十二年（1517年）中式丁丑科會試第五十名，二甲第八十三名進士。戶部觀政，授戶部主事，嘉靖三年（1524年）大禮議期間，參與左順門哭諫，被廷杖。五年（1526年）任禮部主客司員外郎，升禮部精膳司郎中，七年（1528年）四月與國子監博士王庭任山西鄉試正副考官，改戶部郎中。九年（1530年）出為潮州府知府，丁憂歸。服闋，十五年（1536年）起為撫州府知府，致仕歸。

## 著作
有《禮義會略》三卷。

## 家族
曾祖丘宗容；祖父丘寧；父丘諧，母林氏。具慶下。弟丘其恕。